# Marginellt väder

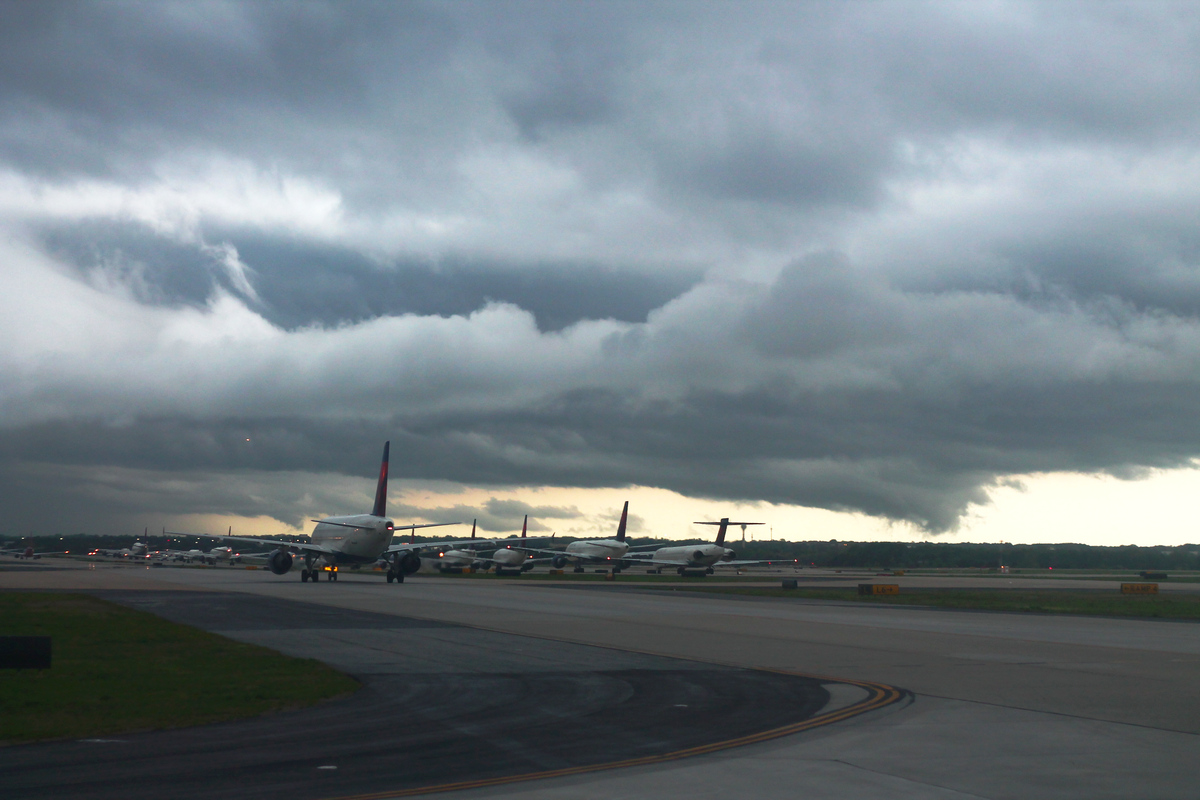
Storm och marginellt väder över Hartsfield–Jackson Atlanta International Airport.

Marginellt väder (engelska: marginal weather) är en term inom luftfart som beskriver väderförhållanden som är på gränsen till att vara för dåliga för att utföra en flygning eller en landning vid en specifik flygplats.
Vid visuell flygning är gränsen satt generellt mycket högre än vid instrumentflygning. En tumregel är att visuell flygning (VFR) kräver en molnhöjd på minst 1 000 till 3 000 fot (300–910 m) samt en visibilitet på minst 3 till 5 miles (5–8 km). Olika flygplatser har olika regler gällande minimum och lagliga gränser beroende på flygplatsens utrustning, omkringliggande terräng och typer av inflygningar som flygplatsen kan erbjuda.
Vid en inflygning med CAT III instrumentlandningssystem är den så kallade "decision height", den lägsta höjd där beslut tas om att genomföra eller avbryta landning, enbart 100 fot, eller drygt 30 meter. Detta beror på att det är den absolut säkraste landningsformen som existerar, där risken för fel är mycket liten. Det är dock långt ifrån alla flygplatser som kan erbjuda den formen av navigation. På mindre flygplatser dominerar fortfarande VHF omnidirectional range och Distance measuring equipment inflygningsalternativen, och där är minimikraven betydligt högre satta.
Termen marginellt väder syftar till att det är lagligt att utföra landningssförsök vid tilltänkt flygplats eller flygfält, men om väderförhållandena förvärras kan besättningen tvingas till en eller flera go-arounds (avbruten landning), och antingen behöva landa någon annanstans eller vänta på att vädret förbättras. Det är också vanligt att en flygbesättning fyller planet med extra bränsle och briefar flera alternativa flygplatser enligt lag ifall man vid avgång vet om att vädret vid destinationen kommer att vara marginellt.